# Zuid-Korea op het wereldkampioenschap voetbal 2010
Zuid-Korea was een van de deelnemende landen aan het wereldkampioenschap voetbal 2010 in Zuid-Afrika. De laatste deelname van het Aziatische land was in 2006. Zuid-Korea kwalificeerde zich als een van de vier Aziatische landen.

## Oefeninterlands
Zuid-Korea speelde acht oefeninterlands in de aanloop naar het WK voetbal in Zuid-Afrika, plus drie duels bij het Oost-Aziatisch kampioenschap.

|                                                               |                                                                               |       |                                   |                                                                              |
| 9 januari 2010 Vriendschappelijk «onderlinge duels» 15:30 uur | Zambia                                                                        | 4 – 2 | Zuid-Korea                        | Rand Stadion, Johannesburg Toeschouwers: 2.000 Scheidsrechter: Victor Gornes |
| 9 januari 2010 Vriendschappelijk «onderlinge duels» 15:30 uur | Felix Katongo 7' Rainford Kalaba 15' James Chamanga 58' Noah Chivuta 73' (pk) |       | 35' Jung-Woo Kim 83' Ja-Cheol Koo | Rand Stadion, Johannesburg Toeschouwers: 2.000 Scheidsrechter: Victor Gornes |

|                                                                |                                   |       |         |                                                                               |
| 18 januari 2010 Vriendschappelijk «onderlinge duels» 15:10 uur | Zuid-Korea                        | 2 – 0 | Finland | Estadio La Rosaleda, Málaga Toeschouwers: 270 Scheidsrechter: David Fernández |
| 18 januari 2010 Vriendschappelijk «onderlinge duels» 15:10 uur | Beom-Seok Oh 39' Jung-Soo Lee 61' |       |         | Estadio La Rosaleda, Málaga Toeschouwers: 270 Scheidsrechter: David Fernández |

|                                                                |                  |       |         |                                                                              |
| 22 januari 2010 Vriendschappelijk «onderlinge duels» 15:10 uur | Zuid-Korea       | 1 – 0 | Letland | Estadio La Rosaleda, Málaga Toeschouwers: 150 Scheidsrechter: Carlos Velasco |
| 22 januari 2010 Vriendschappelijk «onderlinge duels» 15:10 uur | Jae-Sung Kim 55' |       |         | Estadio La Rosaleda, Málaga Toeschouwers: 150 Scheidsrechter: Carlos Velasco |

|                                                                                   |                                                                                          |           |          |                                                                         |
| 7 februari 2010 Oost-Aziatisch kampioenschap «onderlinge duels» 19:15 uur (UTC+9) | Zuid-Korea                                                                               | 5 – 0     | Hongkong | Olympisch Stadion, Tokio Toeschouwers: 2.728 Scheidsrechter: Ryuji Sato |
| 7 februari 2010 Oost-Aziatisch kampioenschap «onderlinge duels» 19:15 uur (UTC+9) | Kim Jung-Woo 10' Gu Ja-Cheol 24' Lee Dong-Gook 32' Lee Seung-Ryul 37' No Byung-Jun 90+3' | (verslag) |          | Olympisch Stadion, Tokio Toeschouwers: 2.728 Scheidsrechter: Ryuji Sato |

|                                                                                    |                                          |           |            |                                                                         |
| 10 februari 2010 Oost-Aziatisch kampioenschap «onderlinge duels» 19:15 uur (UTC+9) | China                                    | 3 – 0     | Zuid-Korea | Olympisch Stadion, Tokio Toeschouwers: 3.629 Scheidsrechter: Ng Kai Lam |
| 10 februari 2010 Oost-Aziatisch kampioenschap «onderlinge duels» 19:15 uur (UTC+9) | Yu Hai 5' Gao Lin 27' Deng Zhuoxiang 60' | (verslag) |            | Olympisch Stadion, Tokio Toeschouwers: 3.629 Scheidsrechter: Ng Kai Lam |

|                                                                                    |                        |           |                                                            |                                                                                |
| 14 februari 2010 Oost-Aziatisch kampioenschap «onderlinge duels» 19:15 uur (UTC+9) | Japan                  | 1 – 3     | Zuid-Korea                                                 | Olympisch Stadion, Tokio Toeschouwers: 42.951 Scheidsrechter: Strebre Delovski |
| 14 februari 2010 Oost-Aziatisch kampioenschap «onderlinge duels» 19:15 uur (UTC+9) | Yasuhito Endo 23' (pk) | (verslag) | 33' (pk) Dong-Gook Lee 39' Seung-Yeul Lee 70' Jae-Sung Kim | Olympisch Stadion, Tokio Toeschouwers: 42.951 Scheidsrechter: Strebre Delovski |

|                                                             |           |                                   |            |                                                                        |
| 3 maart 2010 Vriendschappelijk «onderlinge duels» 15:30 uur | Ivoorkust | 0 – 2                             | Zuid-Korea | Loftus Road, Londen Toeschouwers: 6.000 Scheidsrechter: Andre Marriner |
| 3 maart 2010 Vriendschappelijk «onderlinge duels» 15:30 uur |           | 4' Dong-Gook Lee 90' Tae-Hwi Kwak |            | Loftus Road, Londen Toeschouwers: 6.000 Scheidsrechter: Andre Marriner |

|                                                            |                                       |       |         |                                                                                   |
| 16 mei 2010 Vriendschappelijk «onderlinge duels» 12:00 uur | Zuid-Korea                            | 2 – 0 | Ecuador | World Cup Stadium, Seoul Toeschouwers: 62.209 Scheidsrechter: Porached Wongkamdee |
| 16 mei 2010 Vriendschappelijk «onderlinge duels» 12:00 uur | Seung-Ryul Lee 71' Chung-Yong Lee 83' |       |         | World Cup Stadium, Seoul Toeschouwers: 62.209 Scheidsrechter: Porached Wongkamdee |

|                                                            |       |                                    |            |                                                                              |
| 24 mei 2010 Vriendschappelijk «onderlinge duels» 12:20 uur | Japan | 0 – 2                              | Zuid-Korea | Saitama Stadion, Saitama Toeschouwers: 57.873 Scheidsrechter: Stuart Attwell |
| 24 mei 2010 Vriendschappelijk «onderlinge duels» 12:20 uur |       | 6' Ji-Sung Park 90' Chu-Young Park |            | Saitama Stadion, Saitama Toeschouwers: 57.873 Scheidsrechter: Stuart Attwell |

|                                                            |                    |       |            |                                                                               |
| 30 mei 2010 Vriendschappelijk «onderlinge duels» 15:00 uur | Wit-Rusland        | 1 – 0 | Zuid-Korea | Kufstein Arena, Kufstein Toeschouwers: 1.000 Scheidsrechter: Bernhard Brugger |
| 30 mei 2010 Vriendschappelijk «onderlinge duels» 15:00 uur | Sergey Kislyak 53' |       |            | Kufstein Arena, Kufstein Toeschouwers: 1.000 Scheidsrechter: Bernhard Brugger |

|                                                            |            |                 |        |                                                                                 |
| 3 juni 2010 Vriendschappelijk «onderlinge duels» 18:00 uur | Zuid-Korea | 0 – 1           | Spanje | Tivoli Neu, Innsbruck Toeschouwers: 17.400 Scheidsrechter: Robert Schörgenhofer |
| 3 juni 2010 Vriendschappelijk «onderlinge duels» 18:00 uur |            | 85' Jesús Navas |        | Tivoli Neu, Innsbruck Toeschouwers: 17.400 Scheidsrechter: Robert Schörgenhofer |

## WK-selectie
Op 1 juni 2010 werd de wk-selectie van bondscoach Huh Jung-moo bekend.
| Keepers       |                   |                         |
| 21            | Kim Young-kwang   | Ulsan Hyundai           |
| 1             | Lee Woon-jae      | Suwon Samsung Bluewings |
| 18            | Jung Sung-ryong   | Seongnam Ilhwa Chunma   |
| Verdedigers   |                   |                         |
| 15            | Kim Dong-jin      | Ulsan Hyundai           |
| 3             | Kim Hyung-il      | Pohang Steelers         |
| 2             | Oh Beom-seok      | Ulsan Hyundai           |
| 12            | Lee Young-pyo     | Al-Hilal                |
| 14            | Lee Jung-soo      | Kashima Antlers         |
| 4             | Cho Yong-hyung    | Jeju United             |
| 22            | Cha Du-ri         | SC Freiburg             |
| 23            | Kang Min-soo      | Suwon Samsung Bluewings |
| Middenvelders |                   |                         |
| 16            | Ki Sung-yong      | Celtic                  |
| 6             | Kim Bo-kyung      | Oita Trinita            |
| 5             | Kim Nam-il        | Tom Tomsk               |
| 13            | Kim Jae-sung      | Pohang Steelers         |
| 8             | Kim Jung-woo      | Gwangju Sangmu          |
| 17            | Lee Chung-yong    | Bolton Wanderers        |
|               | Park Ji-sung      | Manchester United       |
| Aanvallers    |                   |                         |
| 20            | Lee Dong-guk      | Jeonbuk Hyundai Motors  |
| 19            | Yeom Ki-hun       | Suwon Samsung Bluewings |
| 11            | Lee Seung-ryul    | FC Seoul                |
| 9             | Ahn Jung-hwan     | Dalian Shide            |
| 10            | Park Chu-young    | AS Monaco               |
| Bondscoach    |                   |                         |
|               | Huh Jung-moo      |                         |
|               | Raymond Verheijen | Assistent-coach         |

## WK-wedstrijden

### Groep B
|                                           |                                  |                    |             |                                                                                                |
| 12 juni 2010 «onderlinge duels» 13:30 uur | Zuid-Korea                       | 2 – 0              | Griekenland | Nelson Mandelabaai Stadion, Port Elizabeth Toeschouwers: 31.513 Scheidsrechter: Michael Hester |
| 12 juni 2010 «onderlinge duels» 13:30 uur | Lee Jung-soo 7' Park Ji-sung 52' | (wedstrijdverslag) |             | Nelson Mandelabaai Stadion, Port Elizabeth Toeschouwers: 31.513 Scheidsrechter: Michael Hester |

|                                           |                                                                                       |       |                      |                                                                                   |
| 17 juni 2010 «onderlinge duels» 13:30 uur | Argentinië                                                                            | 4 – 1 | Zuid-Korea           | Soccer City, Johannesburg Toeschouwers: 82.174 Scheidsrechter: Frank De Bleeckere |
| 17 juni 2010 «onderlinge duels» 13:30 uur | Park Chu-young 16' (e.d.) Gonzalo Higuaín 33' Gonzalo Higuaín 76' Gonzalo Higuaín 80' |       | 45+1' Lee Chung-yong | Soccer City, Johannesburg Toeschouwers: 82.174 Scheidsrechter: Frank De Bleeckere |

|                                           |                                    |                    |                                     |                                                                                         |
| 22 juni 2010 «onderlinge duels» 20:30 uur | Nigeria                            | 2 – 2              | Zuid-Korea                          | Moses Mabhida Stadium, Durban Toeschouwers: 60.000 Scheidsrechter: Olegário Benquerença |
| 22 juni 2010 «onderlinge duels» 20:30 uur | Kalu Uche 12' Yakubu Aiyegbeni 69' | (wedstrijdverslag) | 38' Lee Jung-soo 49' Park Chu-young | Moses Mabhida Stadium, Durban Toeschouwers: 60.000 Scheidsrechter: Olegário Benquerença |

### Eindstand
| Land        | Wed | Win | Gel | Ver | DV | DT | +/- | Pnt |
| ----------- | --- | --- | --- | --- | -- | -- | --- | --- |
| Argentinië  | 3   | 3   | 0   | 0   | 7  | 1  | 6   | 9   |
| Zuid-Korea  | 3   | 1   | 1   | 1   | 5  | 6  | -1  | 4   |
| Griekenland | 3   | 1   | 0   | 2   | 2  | 5  | -3  | 3   |
| Nigeria     | 3   | 0   | 1   | 2   | 3  | 5  | -2  | 1   |

### Achtste finale
|                                           |                                |       |                    |                                                                                                |
| 26 juni 2010 «onderlinge duels» 16:00 uur | Uruguay                        | 2 – 1 | Zuid-Korea         | Nelson Mandelabaai Stadion, Port Elizabeth Toeschouwers: 30.597 Scheidsrechter: Wolfgang Stark |
| 26 juni 2010 «onderlinge duels» 16:00 uur | 8' Luis Suárez 80' Luis Suárez |       | 68' Lee Chung-yong | Nelson Mandelabaai Stadion, Port Elizabeth Toeschouwers: 30.597 Scheidsrechter: Wolfgang Stark |

KFA · A-internationals · Selecties · Bondscoaches · Zuid-Koreaans vrouwenelftal · Olympisch elftal · Zuid-Korea U21 · Zuid-Korea U20 · Zuid-Korea U19 · Zuid-Korea U18 · Zuid-Korea U17
1940 – 1949 ·
1950 – 1959 ·
1960 – 1969 ·
1970 – 1979 ·
1980 – 1989 ·
1990 – 1999 ·
2000 – 2009 ·
2010 – 2019 ·
2020 − 2029
WK 1954 · 
WK 1986 · 
WK 1990 · 
WK 1994 · 
WK 1998 · 
WK 2002 · 
WK 2006 · 
WK 2010 · 
WK 2014 · 
WK 2018
OS 1948 ·
OS 1964 ·
OS 1988 ·
OS 1992 ·
OS 1996 ·
OS 2000 ·
OS 2004 ·
OS 2008 ·
OS 2012 ·
OS 2016 ·
OS 2020
1948 ·
1949 ·
1950 · 
1951 · 1952 · 
1953 · 
1954 · 
1955 · 
1956 · 
1957 · 
1958 · 
1959 ·
1960 · 
1961 · 
1962 · 
1963 · 
1964 · 
1965 · 
1966 · 
1967 · 
1968 · 
1969 ·
1970 · 
1971 · 
1972 · 
1973 · 
1974 · 
1975 · 
1976 · 
1977 · 
1978 · 
1979 ·
1980 · 
1981 · 
1982 · 
1983 · 
1984 · 
1985 · 
1986 · 
1987 · 
1988 · 
1989 ·
1990 ·
1991 · 
1992 · 
1993 · 
1994 · 
1995 · 
1996 · 
1997 · 
1998 · 
1999 · 
2000 · 
2001 · 
2002 · 
2003 · 
2004 · 
2005 · 
2006 · 
2007 · 
2008 · 
2009 · 
2010 · 
2011 ·
2012 ·
2013 ·
2014 ·
2015 ·
2016 ·
2017 ·
2018 ·
2019 ·
2020 ·
2021 ·
2022 ·
2023 ·
2024
Afghanistan ·
Algerije ·
Angola ·
Argentinië ·
Australië ·
Bahrein ·
Bangladesh ·
België ·
Bolivia ·
Bosnië en Herzegovina ·
Brazilië ·
Brunei ·
Bulgarije ·
Burkina Faso ·
Cambodja ·
Canada ·
Chili ·
China ·
Colombia ·
Costa Rica ·
Cuba ·
Denemarken ·
Duitsland ·
Ecuador ·
Egypte ·
El Salvador ·
Engeland ·
Filipijnen ·
Finland ·
Frankrijk ·
Georgië ·
Ghana ·
Griekenland ·
Guam ·
Guatemala ·
Haïti ·
Honduras ·
Hongarije ·
Hongkong ·
IJsland ·
India ·
Indonesië ·
Irak ·
Iran ·
Israël ·
Italië ·
Ivoorkust ·
Jamaica ·
Japan ·
Jemen ·
Joegoslavië ·
Jordanië ·
Kameroen ·
Kazachstan ·
Kenia ·
Kirgizië ·
Koeweit ·
Kroatië ·
Laos ·
Letland ·
Libanon ·
Libië ·
Luxemburg ·
Macau ·
Malediven ·
Maleisië ·
Mali ·
Malta ·
Marokko ·
Mexico ·
Moldavië ·
Mongolië ·
Myanmar ·
Nederland ·
Nepal ·
Nieuw-Zeeland ·
Nigeria ·
Noord-Ierland ·
Noord-Korea ·
Noord-Macedonië ·
Noorwegen ·
Oekraïne ·
Oezbekistan ·
Oman ·
Pakistan ·
Palestina ·
Panama ·
Paraguay ·
Peru ·
Polen ·
Portugal ·
Qatar ·
Roemenië ·
Rusland ·
Saoedi-Arabië ·
Schotland ·
Senegal ·
Servië ·
Servië en Montenegro ·
Singapore ·
Slowakije ·
Soedan ·
Spanje ·
Sri Lanka ·
Syrië ·
Tadzjikistan ·
Taiwan ·
Thailand ·
Togo ·
Trinidad en Tobago ·
Tsjechië ·
Tunesië ·
Turkije ·
Turkmenistan ·
Uruguay ·
Venezuela ·
Verenigde Arabische Emiraten ·
Verenigde Staten ·
Vietnam ·
Wales ·
Wit-Rusland ·
Zambia ·
Zuid-Jemen ·
Zuid-Vietnam ·
Zweden ·
Zwitserland
Algerije (2014) · 
Australië (2015, 2) ·
België (2014) · 
Duitsland (2018) · 
Frankrijk (2006) · 
Griekenland (2010) ·
Mexico (2018) ·
Nigeria (2010) · 
Portugal (2022) · 
Rusland (2014) · 
Togo (2006) · 
Zweden (2018) ·
Zwitserland (2006)